# Wache-Dzong
Der Wache-Dzong ist ein Dzong im Bjena Gewog im Distrikt Wangdue Phodrang, Bhutan. Der Dzong wurde im 13. Jahrhundert errichtet von Nachkommen Sangdag Gartons, des Sohnes von Phajo Druggom Shigpo.
Der Dzong wird als ein geheiligtes Gebäude angesehen, da viel große buddhistische Meister, darunter Kuenkhen Longchen Rabjam, Youndzin Ngai Wangchuk und Lama Drukpa Kuenly, es besucht haben sollen.
Restaurierungsarbeiten am Dzong wurden 2011 begonnen, die Einsegnung erfolgte am 7. Januar 2015 durch seine Heiligkeit den Je Khenpo.
Im Jahr 2012 wurde der Wachen Dzong in Bhutans vorläufige Liste für die Aufnahme in die Liste des UNESCO-Weltkulturerbes eingetragen.